# Настоящие подёнки
Настоящие подёнки (лат. Ephemeridae) — семейство насекомых из отряда подёнок, насчитывающее более 150 видов.

## Распространение
Представители семейства встречаются почти везде, за исключением Антарктиды, Австралии и Океании.

## Описание
Сравнительно большие подёнки, в длину достигающие до 35 мм, имеющие две-три очень длинные хвостовые нити. Узор жилкования крыльев отчётливо виден.

## Экология и местообитания
Нимфы подёнок развиваются в различных водоёмах, часто с присутствием ила в них, так как лапки нимф очень крепкие и приспособлены к рытью. Нимфы — плотоядные, добывают пищу, охотясь или питаясь детритом.